# Eobothus
Eobothus è un genere di pesci ossei estinto, appartenente ai pleuronettiformi. Visse nell'Eocene medio (circa 49 - 40 milioni di anni fa) e i suoi resti fossili sono stati ritrovati in Europa e in Asia.

## Descrizione
Questo pesce era di piccole dimensioni, e solitamente non superava la lunghezza di 10 centimetri. Era molto simile agli attuali pesci piatti, come sogliole e rombi. Il corpo era di forma arrotondata, quasi ovale, ed estremamente appiattito lateralmente. L'asimmetria del corpo e della testa era già evidente, comparabile a quella delle forme attuali. Gli occhi, di piccole dimensioni, erano già posizionati entrambi sul lato destro del corpo, in un grado evolutivo successivo a quello dei contemporanei Heteronectes e Amphistium. Le pinne dorsale e anale erano nastriformi, a forma di nastro, e decorrevano lungo tutto il dorso e il ventre. Le pinne pettorali erano piccole e a forma di ventaglio, mentre la pinna caudale era arrotodata e priva di lobi differenziati. Al contrario dei moderni rappresentanti dei pleuronettiformi, tuttavia, Eobothus era sprovvisto di ossa intermuscolari (myorhabdoi).

## Classificazione
Eobothus è un arcaico rappresentante dei pleuronettiformi, il gruppo che attualmente comprende sogliole, rombi e passere di mare. Eobothus non è ascrivibile ad alcuna famiglia nota attuale, anche se è probabile che fosse vicino all'origine della famiglia Bothidae, i cui primi veri rappresentanti risalgono però all'Oligocene (Oligobothus).

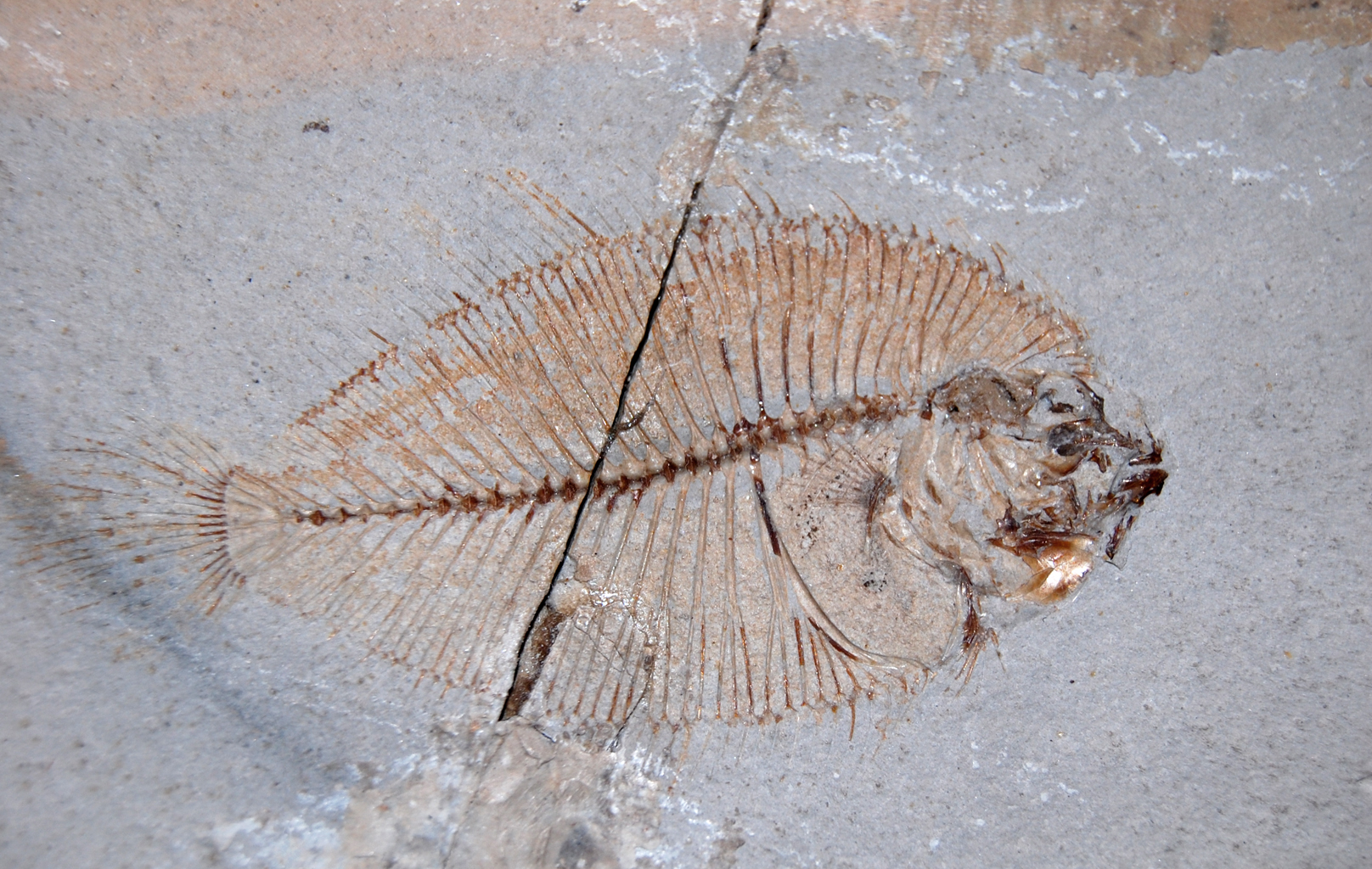
Fossile di Eobothus minimus

La specie tipo è Eobothus minimus, nota per fossili ottimamente conservati provenienti dalla ben nota Pesciara di Bolca (provincia di Verona, Italia), e descritti per la prima volta da Louis Agassiz con il nome di Rhombus minimus. Fu poi Eastman, nel 1914, a istituire per questi fossili il genere Eobothus. Altri fossili provengono dall'Inghilterra, dall'India (E. singhi) e dall'Uzbekistan (E. vialovi), ma sono di dubbia identità.

## Paleoecologia
Eobothus era un piccolo predatore di fondale, che viveva in modo molto simile a quello di un'odierna sogliola.